# Prva svetovna vojna
Prva svetovna vojna  (poimenovanje v slovenščini vélika vojna je sporno) se je začela 28. julija 1914 in je trajala do 11. novembra 1918. Vanjo so bili vpleteni vsi večji imperiji tistega časa in njihovi zavezniki, zaradi česar je sprva majhen evropski konflikt na Balkanu prerasel v vojno svetovnih razsežnosti. Že leta pred vojno sta se v Evropi oblikovali dve glavni nasprotujoči se strani: antanta in centralne sile, ki sta tekmovali za gospodarsko, politično, vojaško in kolonialno prevlado v Evropi in po svetu. Antanto je sestavljalo zavezništvo med Francijo, Ruskim cesarstvom in Združenim kraljestvom, centralne sile pa zavezništvo med Nemškim cesarstvom, Avstro-Ogrsko in Kraljevino Italijo. Kasneje v vojni sta se obema stranema pridružile še ostale države v Evropi in po svetu. Antanti so se kasneje pridružili še Romunija, Japonska, Italija in ZDA, centralnim silam pa Osmansko cesarstvo in Bolgarija.
Razdelitev Evrope na dva pola in sistem zavezništev med državami je Srednji Evropi desetletja zagotavljal relativni mir. To pa ni veljalo za Balkan, ki so ga konec 19. in začetek 20. stoletja pretresale vojne, nemiri, politična nestabilnost in tuja okupacija. Vzpon Srbije kot nove balkanske velesile in s tem vzpon srbskega nacionalizma sta povzročila močna trenja med Srbijo in Avstro-Ogrsko, ki je imela Balkan za svoje interesno območje. To je 28. junija 1914 pripeljalo do atentata na Avstro-Ogrskega prestolonaslednika Franca Ferdinanda in njegovo ženo Sofijo. Atentat je pretresel Avstro-Ogrsko, Evropo in svet ter povzročil politično in diplomatsko krizo. Avstro-Ogrska je zoper Srbijo, domnevno organizatorko napada, zahtevala povračilne ukrepe, pri tem pa jo je brezpogojno podprla Nemčija. Sledil je avstro-ogrski ultimat Srbiji; ker ta v 48 urah ni izpolnila vseh zahtev, je Avstro-Ogrska 28. julija 1914 napovedala vojno Srbiji, s čimer je v veljavo stopil evropski sistem zavezništev, ki je povzročil domino efekt. Rusija kot tradicionalna podpornica in zaveznica Srbije je konec julija pričela mobilizirati svojo vojsko proti Avstro-Ogrski. Nemčija kot zaveznica Avstro-Ogrske je na to reagirala z vojno napovedjo Rusiji in njeni zaveznici Franciji ter napadom na nevtralno Belgijo in Luksemburg. Ker pa je za nevtralnost Belgije jamčila Velika Britanija, je ta napovedala vojno Nemčiji. V enem samem poletnem tednu, leta 1914, se je Evropa znašla v totalni vojni.
V naslednjih dneh, tednih in mesecih so se v Evropi in po svetu oblikovale naslednje fronte in bojišča: vzhodna fronta, zahodna fronta, balkansko bojišče, italijanska fronta, bližnjevzhodno bojišče, vojna v kolonijah, vojna na morju ter popolnoma novo bojišče v zraku. Napovedi generalov, da se bo vojna končala do božiča 1914, se niso uresničile. Vojaška taktika iz 19. stoletja ter orožje iz 20. stoletja sta na fronti v prvih mesecih bojev pustila več sto tisoč mrtvih in ranjenih, kar je povzročilo, da je na frontah prišlo do zastoja, ki je trajal vse do konca vojne leta 1918. Edina rešitev za preživetje vojakov so bili jarki in kaverne. Med letoma 1914 in 1918 se je tako razvil popolnoma nov sistem bojevanja v jarkih, kar je bila velika značilnost prve svetovne vojne. Ta način bojevanja je zaznamoval predvsem zahodno fronto, kjer je Rokavski preliv na severu in švicarsko mejo na jugu povezoval nepretrgan sitem jarkov, utrdb in ovir. Zaradi načina bojevanja je prevladovala edino ena strategija in to je bila strategija izčrpavanja. Zmagovalec v vojni bo tisti, ki bo čim v krajšem času izdelal več orožja, granat in ostalega vojaškega materiala ter v bitki žrtvoval več življenj kot nasprotnik. Razvoj novih orožij: tankov, letal, zračnih ladij, podmornic, bojnih ladij, mitraljezov, topov, bojnih strupov …, je dalo neslutene možnosti ubijanja, pohabljanja, uničevanje in zastraševanja. Prva svetovna vojna naj bi bila tudi zadnja viteška vojna; čeprav je v njej umrlo več vojakov kot civilistov, je med vojno v velikem številu umiralo in trpelo tudi civilno prebivalstvo. Vpliv vojne na civilno prebivalstvo je bil v primerjavi s predhodnimi vojnami ogromen: okupacija, splošno pomanjkanje, lakota, zaplembe, zastraševanje, načrtno uničevanje civilnih objektov, streljanje talcev, internacija, taborišča in genocid. Vsi te dogodki so zaznamovali tudi preostanek 20. in začetek 21. stoletja.
Štiri krvava leta vojne so za seboj pustila 37 milijonov mrtvih, ranjenih in pogrešanih vojakov in civilistov. Zaradi vsesplošnega pomanjkanja ter grozot vojne se je v letih 1917 in 1918 na obeh straneh fronte začelo širiti nezadovoljstvo, ki je oznanjalo korenite družbene in politične spremembe. Novembra 1917 je v Rusiji izbruhnila oktobrska revolucija, zaradi katere je Rusija izstopila iz vojne. Naslednje leto so ji sledile od vojne izčrpane centralne sile. Osmansko cesarstvo je podpisalo premirje konec oktobra, Avstro-Ogrska 4. novembra, Nemčija 11. novembra 1918, s čimer se je vojna končala. Vojna je za seboj pustila popolno uničenje, več deset milijonov mrtvih, ranjenih in pogrešanih ter ogromno gospodarsko škodo. Odnesla je štiri velika cesarstva, rusko, nemško, avstro-ogrsko in osmansko, ter za vedno spremenila obliko Evrope. Vplivala je tudi na svet, oznanila je zaton mogočnega Britanskega imperija ter vzpon ZDA kot nove svetovne velesile. Z razpadom Ruskega cesarstva so leta 1917 na oblast prišli komunisti, ki so naslednjih sedemdeset let krojili usodo Evrope in sveta. Versajska mirovna konferenca, ki je 28. julija 1919 formalno končalo veliko vojno, naj bi Evropi in svetu zagotovila večni mir, namesto tega je povzročila le nov razdor. Ponižanje Nemčije z enormnimi vojnimi reparacijami in odvzemi ozemelj ter delitev sveta po ozkih interesih držav zmagovalk velike vojne je povzročilo nacionalna in politična trenja, ki so v naslednjih letih in desetletjih predstavljala uvod v drugo svetovno vojno, hladno vojno ter vojne na Balkanu in Bližnjem vzhodu. Prva svetovna vojna je bila vojna, ki je na novo oblikovala svet in 20. stoletje ter še vedno kaže svoje posledice v 21. stoletju.

## Vzroki in začetki prve svetovne vojne
Po več kot stotih letih od njenega začetka si zgodovinarji še vedno niso enotni, kaj je povzročilo, da so se evropski imperiji podali v tako uničevalno vojno ter s tem na pot lastnega uničenja. Imperializem, kolonializem, nacionalizem, militarizem, boj za gospodarsko prevlado, sistem zavezništev, tajna diplomacija, napačne politične odločitve, propaganda, nezaupanje med narodi, zgodovinske zamere in nepremišljene odločitve cesarskih dvorov v kritičnih trenutkih so samo eni od številnih vzrokov za nastanek velike vojne. Vzroke za vojno lahko iščemo v krvavi zgodovini Evrope, ki so jo stoletja pretresale vojne, revolucije, boji za oblast, nemiri, politične spletke in vsesplošna družbena ter politična nestabilnost. Vendar pa so dogodki iz poletja 1914 neposredno povezani z dogajanjem v Evropi v drugi polovici 19. stoletja, ko je pod vodstvom Otta von Bismarcka nastajala nova nemška država. Bismarck, takrat pruski politik in diplomat, je želel nemške državice združiti v močno Nemško cesarstvo ter tako Nemcem zagotoviti »prostor pod soncem«. S spretnimi političnimi odločitvami ter z vojno proti Avstriji in Franciji (avstrijsko-pruska vojna in francosko-pruska vojna) je januarja 1871 v zasedenem Versaillesu dosegel združitev vseh nemških držav v enotno Nemško cesarstvo pod vodstvom nemškega cesarja Viljema I., sam pa je zasedel mesto prvega kanclerja Nemškega cesarstva. Vendar pa s tem njegovo delo ni bilo končano. Nemčiji in Evropi je bilo treba zagotoviti mir in stabilnost, zato si je umislil zapleten sistem zavezništev, ki bi preprečeval vojne. Najbolj se je bal vojne na dveh frontah proti Franciji in Rusiji, zato je leta 1873 sklenil trojno zavezništvo med Nemčijo, Rusijo in Avstro-Ogrsko (liga treh cesarstev). Vendar pa trojno zavezništvo ni zdržalo dolgo − leta 1878 je Rusija iz njega izstopila, ohranilo se je le dualno zavezništvo med Nemčijo in Avstro-Ogrsko, ki je trajalo do konca vojne 1918. Prav to zavezništvo je bilo ključno za začetek prve svetovne vojne, saj je bilo v sporazumu določeno, da državi ena drugo brezpogojno vojaško podpreta, če bo katera od njiju napadena, v najslabšem primeru pa naj bi eden izmed zaveznikov ostal nevtralen. Leta 1881 se je zavezništvu priključila še Italija, s čimer je nastalo trojno zavezništvo. To naj bi preprečevalo spopad Francije z Italijo, v primeru vojn med Nemčijo in Francijo pa bi Italija vojaško podprla Nemčijo. Zavezništvo naj bi tudi preprečevalo vojno med Italijo in Avstro-Ogrsko, saj je imela Italija do Avstro-Ogrske ozemeljske zahteve. To trojno zavezništvo je sestavljalo centralne sile.
Francija med tem ni stala križem rok, zaradi strahu pred Nemčijo je sklenila zavezništvo z Rusijo, to zavezništvo je potrdila leta 1892 s t. i. francosko-rusko vojaško konvencijo. Zavezništvo je zagotavljalo brezpogojno vojaško podporo, če bi bila katera od njiju napadena s strani centralnih sil. Leta 1904 sta Velika Britanija in Francija podpisali Entente cordiale (Srčna zveza) − sporazum, s katerim sta rešili kolonialne spore ter vzpostavili tesnejše diplomatske in politične stike. Čeprav sporazum ni bil vojaške narave, saj ni jamčil vojaške pomoči v primeru vojne, je Franciji in Veliki Britaniji kljub temu predstavljal neko varnost pred vedno večjo gospodarsko in politično močjo Nemčije ter njenimi pomorskimi in kolonialnimi ambicijami, ki so že začele ogrožati britanske prekomorske interese. Leta 1907 se je zavezništvu pridružila še Rusija, s čimer je nastala trojna antanta. Pet let kasneje se je zavezništvo med Francijo in Veliko Britanijo dopolnilo s t. i. Anglo-francosko pomorsko konvencijo, ki je predvidevala vojaško posredovanje britanske mornarice pri obrambi francoske obale v primeru nemškega napada ter francosko pomoč pri obrambi Sueškega prekopa. Poleg antante in centralnih sil so obstajala še druga zavezništva; taki sta bili zavezništvo med Srbijo in Rusijo ter zavezništvo med Belgijo in Veliko Britanijo, kjer je Velika Britanija jamčila za belgijsko nevtralnost. Obe zavezništvi sta bili ključni za začetek velike vojne.
Pomembno vlogo pri razvoju dogodkov, ki so pripeljali Evropo leta 1914 na rob vojne, so bile vojne na začetku 20. stoletja. Rusko-japonska vojna 1904–1905 je s porazom Rusije šokirala svet, s tem pa je bil tudi razbit mit o ruski nepremagljivosti, kar je Nemce deset let kasneje opogumilo, da so dosti lažje stopili v vojno proti Rusiji, kot bi sicer. Zaradi vojne in poraza je v Rusiji prišlo do upora, ki pa je bil krvavo zatrt, vendar je nezadovoljstvo ostalo; leta 1917 je zaradi vojne krize izbruhnil nov upor, ki je pomenil konec Ruskega cesarstva. Agadirska kriza ter incident z nemško topnjačo SMS Panther je leta 1911 Francijo, Veliko Britanijo in Nemčijo pripeljal skoraj na rob vojne, kriza je bila nato zadnji trenutek rešena po diplomatski poti, pokazala je kako daleč so imperiji pripravljeni iti za dosego svojega cilja. Zaradi spora se je že tako globoko nezaupanje med Francijo, Veliko Britanijo in Nemčijo še poglobilo. Leta 1912 je izbruhnila italijansko-turška vojna in posledično sprožila prvo balkansko vojno ta pa drugo balkansko vojno. Prvi dve sta bili usmerjeni proti umirajočemu Otomanskemu cesarstvu (t. i. bolniku iz Bosporja) in sta rušili vse dogovore med velesilami o izogibanju spopadov in zasedbi ozemelj. To je kazalo, da se v Evropi in na Bližnjem vzhodu v bližnji prihodnosti obeta nova prerazporeditev ozemelj in interesnih območij. Izguba ozemelj in ponižanje sta Otomansko cesarstvo spodbudila, da je leta 1914 stopilo na stran centralnih sil. Iz obeh balkanskih vojn je Srbija izstopila kot zmagovalka in nova balkanska velesila, s tem pa je prišla v spor z Avstro-Ogrsko.

### Julijska kriza

#### Sarajevski atentat
Medtem ko je v Srednji Evropi mir zagotavljal zapleten sistem zavezništev, to ni veljalo za nestabilni Balkan, ki so ga desetletja pretresale vojne, nemiri, politična nestabilnost in tuja okupacija. Po umiku Otomanskega cesarstva z Balkana ter dveh balkanskih vojnah je Srbija postala nova balkanska velesila (v samo enem letu je podvojila površino svojega ozemlja). Zaradi rastočega srbskega in slovanskega nacionalizma, katerega cilj je bil uničiti Avstro-Ogrsko in združitev vseh balkanskih narodov v enotno južnoslovansko državo, je Srbija prišla v resen spor z Avstro-Ogrsko, ki je imela Balkan za svoje interesno območje (Slovenija, Hrvaška, Bosna ter Hercegovina in deli Srbije so bili takrat del Avstro-Ogrske). V resen spor z Avstro-Ogrsko je prišla tudi Rusija, ki je vedno bolj odkrito kazala svoj vpliv na Balkanu.
Ker je bila Avstro-Ogrska sestavljena iz več kot enajstih narodov, med katerimi so bili tudi Slovani, se je nacionalizma in odcepitvenih teženj najbolj bala. Da bi se zoperstavila Srbiji ter pokazala svojo moč in enotnost, je v okolici Sarajeva organizirala vojaške manevre, ki se jih je udeležil prestolonaslednik Franc Ferdinand s svojo ženo Sofijo. Po končanih manevrih se je par 28. junija 1914 odpravil v Sarajevo na prijateljski obisk. Tam ga je čakalo sedem atentatorjev srbske nacionalistične organizacije Mlada Bosna. Prvi napad na par se je zgodil ob 10:10, ko je eden izmed atentatorjev v kolono avtomobilov vrgel ročno bombo. V eksploziji je bilo ranjenih dvajset ljudi, med njimi ni bilo prestolonaslednika in njegove žene. Kolona je kljub temu nadaljevala pot proti mestni hiši, kjer je par že čakal sprejem. Po končanem sprejemu se je par odločil, da bo v bolnišnici obiskal ranjene v bombnem napadu. Vodja protokolarne skupine se je odločil, da bo zaradi varnosti spremenil načrtovano pot avtomobilov, o tem pa ni obvestil voznika avtomobila, v katerem se je vozil prestolonaslednik z ženo. Avtomobil je zato na enem izmed križišč zavil v napačno smer. Voznik je to ugotovil, se ustavil in z vzvratno vožnjo poskušal popraviti smer. Kratek postanek avtomobila je izkoristil Gavrilo Princip, ki je ravno v tistem trenutku stal na križišču. Stopil je proti avtomobilu in večkrat ustrelil. Ena izmed krogel je zadela Sofio v trebuh, druga pa prestolonaslednika v zgornji del trupa. Principa so ujeli nekaj sekund po atentatu. Prestolonaslednik in njegova žena sta umrla na poti k zdravniku. Atentat je pretresel Avstro-Ogrsko, Evropo in svet ter v naslednjih dneh povzročil politično in diplomatsko krizo. Dogodek je kasneje postal povod za prvo svetovno vojno.

#### Dogodki po atentatu
Preiskava je pokazala, da je za umorom stala organizacija Črna roka, ki naj bi bila povezana s srbsko vojsko in z obveščevalno službo. Avstro-Ogrska je zato Srbiji začela groziti z vojno ter zoper njo zahtevala povračilne ukrepe. Vendar pa pri tem ni mogla ukrepati sama, za vojno proti Srbiji je potrebovala podporo Nemčije, svoje glavne zaveznice. Nemčija se o namerah Avstro-Ogrske zoper Srbijo ni posebej spraševala in je Avstro-Ogrski obljubila brezpogojno podporo. Ta dogodek je v zgodovini postal znan kot bianco ček. Sredi julija 1914 je tako kazalo, da bo na Balkanu prišlo do manjše krize, morda celo vojne, ki pa ne bi smela imeti nobenih posledic na preostalo Evropo, zato se je nemški cesar odpravil na križarjenje. Podobno je bilo tudi v Franciji in Veliki Britaniji, kjer sta bili vladi na poletnem dopustu. Medtem pa so dogodki šli svojo smer. Avstro-Ogrska, opogumljena od brezpogojne nemške podpore, je začela snovati načrt za vojno proti Srbiji. Sestavila je seznam desetih zahtev, ki jih mora Srbija izpolniti do 25. julija, sicer tvega vojno. Zahteve so bile napisane tako, da jih svobodna in suverena država nikakor ne bi mogla izpolniti. Srbski odgovor na zahteve je prišel pet minut pred iztekom roka. Na presenečenje vseh je bila Srbija pripravljena sprejeti vse zahteve, izjema je bila le zahteva št. 6, s katero naj bi se Srbija odrekla svoji suverenosti. To je bilo za Avstro-Ogrsko dovolj, da je tri dni kasneje, 28. julija 1914, napovedala vojno Srbiji. Vojna napoved pa ni presenetila samo Srbije in Rusije (obe sta bili prepričani, da se bosta z izpolnitvijo zahtev izognili vojni), ampak tudi Avstro-Ogrsko zaveznico Nemčijo, ki ni pričakovala takega razpleta dogodkov. Neodločni nemški cesar Viljem II., ki je sprva razpihoval vojno je v zadnjem trenutku poizkušal umiriti zadeve, vendar je bilo že prepozno, nadzor na dogodki so prevzeli nacionalisti, ekstremistični politiki, diplomati in vojska, poti nazaj ni bilo več. V naslednjih nekaj dneh se je med Rusijo, Nemčijo, Avstro-Ogrsko, Francijo in Veliko Britanijo vnela prava diplomatska vojna. Z vsako tajno korespondenco je postajalo vedno bolj jasno, da so stvari začele uhajati izpod nadzora, pomagale niso več niti tesne sorodstvene vezi med nemškim, ruskim in britanskim kraljem, ki so bili bratranci. Miselnost kraljevih in cesarskih dvorov iz 19. stoletja o časti, dolžnosti in pogumu se niso več skladali s politično krizo 20. stoletja. Tridesetega julija je ruski car Nikolaj II. naredil ključno napako, s katero se je vojna iz Balkana razširila na preostalo Evropo. Da bi pridobil prednost pred centralnimi silami, je dal mobilizirati svojo ogromno vojsko (mobilizacija naj bi trajala dva meseca, pri Nemcih mnogo manj), ter s tem nehote izzval Nemce. Za Ruse je bila mobilizacija tehnične narave in še ni pomenila vojne, Nemci niso bili takega mnenja - za njih je ruska mobilizacija predstavljala grožnjo in je pomenila le eno stvar, in sicer vojno. Dan pozneje, 1. avgusta, so Nemci v skladu s Schlieffnovim načrtom mobilizirali svojo vojsko, nekaj ur zatem pa uradno napovedali vojno Rusiji, s čimer je v veljavo stopil evropski sistem zavezništev. Evropa se je znašla v vojni. Ob tem dogodku je britanski zunanji minister Edward Grey, ki se si je skozi celoten julij prizadeval pomiriti sprte strani, izrekel znamenite besede:
Luči po vsej Evropi ugašajo. Za časa našega življenja ne bomo več videli, kako se bodo prižgale.
Poseben igralec v dneh pred vojno je bila Velika Britanija. Bila je edina prava evropska in svetovna velesila, imperij v katerem sonce nikoli ne zaide. Zaradi svoje izolacijske politike se dolga desetletja ni vmešavale v evropske celinske probleme, tako je bilo tudi konec junija in v začetku julija 1914. Atentat v Sarajevu ter kriza, ki mu je sledila, se Britancev in britanske vlade (izjema je bila zunanja politika) dolgo časa nista dotaknila. Skozi julij, ko so se stvari na celini začele zapletati, se je to nenadoma spremenilo. Velika Britanija ni bila v vojaškem zavezništvu s Francijo niti z Rusijo, zato ni bila dolžna posredovati v primeru vojne, se pa je bala vedno večje nemške politične, gospodarske in vojaške moči, ki bi lahko ogrozila njeno svetovno prevlado v primeru zmage. Da bi zaščitila svoje interese, se je konec julija 1914, ko je julijska kriza dosegla vrhunec, postavila na stran Francije in Rusije ter jima zagotovila vojaško pomoč. Za vojaško ukrepanje proti Nemčiji ji je zelo prav prišel londonski sporazum iz leta 1839, v katerem je pisalo, da Velika Britanija jamči za samostojnost in nevtralnost Belgije (Belgija je bila s svojim nastankom v 30 letih 19. stoletja nekakšen porok miru v Evropi, za njeno nevtralnost je ironično jamčila tudi Nemčija). Kršenje tega sporazuma, za katerega so Nemci pravili, da je navaden 75 let star »kos papirja«, bi Britancem dal pravno podlago za vojno napoved Nemčiji.

### Začetek vojne
28. julija 1914 je Avstro-Ogrska sprožila vojno, ko je napovedala vojno Srbiji. Kot rezultat tega se je Rusija kot največji zaveznik Srbije postavila na njeno stran ter 31. julija napovedala vojno Avstro-Ogrski. Avstrijci so bili presenečeni nad tem, ker tega niso pričakovali in so Nemce prosili za pomoč. Celotna nemška vojna strategija je temeljila na Schlieffnovem načrtu, ki je predvideval vojno na zahodu proti Franciji, ne pa tudi istočasne vojne na vzhodu proti Rusiji. Če so želeli Nemci napasti in poraziti Ruse, ki so bili njihov glavni sovražnik, so morali najprej poraziti njihove zaveznike Francoze. Po Schlieffnov načrtu naj bi napad v obliki srpa s katerim bi obkolil Pariz ter tako Francoze izločili iz vojne, potekal preko nevtralnega Luksemburga in Belgije. 1. avgusta, ko je Italija razglasila nevtralnost, se je Nemčija kot največji zaveznik Avstro-Ogrske postavila na njeno stran in Rusiji napovedala vojno. Istega dne so Nemci z Osmanskim cesarstvom sklenili tajni sporazum o zavezništvu. 2. avgusta so Nemci brez boja zasedli Luksemburg, Belgijo pa zaprosili za neoviran prehod vojske. Od Francije zahtevajo strogo nevtralnost, vendar je ne dobijo, kot odgovor na nemške grožnje je Francija mobilizirala svojo vojsko. 3. avgusta Nemčija napove vojno Franciji, dan pozneje, 4. avgusta, napade Belgijo, potem ko je ta zavrnila neoviran prehod nemške vojske. S tem Nemčija pride navzkriž z Veliko Britanijo, ki s sporazumom iz leta 1839 jamči za belgijsko nevtralnost. Velika Britanija 4. avgusta 1914 napove vojno Nemčiji. 5. avgusta Črna gora napove vojno Avstro-Ogrski, Osmansko cesarstvo pa zapre Dardanele za ves ladijski promet. 6. avgusta Avstro-Ogrska napove vojno Rusiji, Srbija pa napove vojno Nemčiji. 7. avgusta v Francijo pridejo prvi britanski vojaki, na zahodni fronti pride do prvih bitk, ki se večinoma končajo z zavezniškim umikom. 9. avgusta Črna gora napove vojno Nemčiji. 11. avgusta Francija napove vojno Avstro-Ogrski. 12. avgusta Velika Britanija napove vojno Avstro-Ogrski. V naslednjih dneh tednih in mesecih se po Evropi in svetu oblikujejo naslednja bojišča in fronte: zahodna fronta, vzhodna fronta, balkansko bojišče, italijanska fronta, pomorsko bojišče, vojna v kolonijah ter popolnoma novo bojišče v zraku.

## Bojišča prve svetovne vojne

### Zahodna fronta
Zahodna fronta je bila ena izmed treh glavnih evropskih bojišč prve svetovne vojne. Potekala je od Ostendeja na belgijski obali, preko skrajnega zahoda Belgije, severnega dela Francije vse do francosko nemške meje ob reki Ren ter nato proti jugu do tromeje med Francijo, Nemčijo in Švico v maksimalni dolžini 740 km. Do odprtja fronte je prišlo 4. avgusta 1914 z nemškim napadom na nevtralno Belgijo in Luksemburg. Temu je nato kmalu sledil še napad na Francijo, ki je bila tudi glavna tarča nemškega napada na zahodu. Nemški napad je potekal na podlagi schliffnovega načrta, ki je predvideval, s hitrim manevrom v obliki srpa, obkolitev Pariza ter tako izločitev Francije iz vojne. Sprva je nemški ofenzivi dobro kazalo, nemška vojska je pred sabo razbila večino francoskih in britanskih enot, tako da so bili Nemci v začetku septembra že 70 km pred Parizom. Med 6. in 12. septembrom je sledila odločilna bitka na Marni (znana tudi kot čudež na Marni) v kateri je francoskim in britanskim vojakom v zadnjem trenutku uspelo odbiti nemški napad. Po tej bitki je zahodna fronta, zaradi izčrpanosti na obeh straneh, bolj ali manj obstala. Vojaška taktika iz 19. stoletja ter orožje iz 20. stoletja sta terjala svoj krvavi davek. Napovedi generalov, da se bo vojna končala do božiča 1914 se niso uresničile. Da bi obe strani zavarovali svoje položaje ter preprečili nove izgube sta se začeli okopavati. Tako se je razvil popolnoma nov način bojevanja v jarkih. V nekaj mesecih je na fronti nastal nepretrgan sistem jarkov, utrdb in ovir, ki je potekal od Rokavskega preliva na severu do Švicarske meje na jugu.
Med letoma 1915 in 1917 so se na zahodni fronti zvrstile številni bitke s katerimi sta obe strani poizkušali prebiti fronto. Te bitke so vključevale večurno ali dnevno bombardiranje ter masovni napad pehote. Večina napadov se je zaradi uporabe strojnic, topov, bodeče žice in ostalih ovir končala z več tisoč mrtvimi in ranjenimi ter osvojitvijo nekaj sto metrov nasprotnikovega ozemlja, ki pa je bilo že po nekaj urah izgubljeno v nasprotnikovem protinapadu. Ker preboj ni bil možen je začela na fronti prevladovati strategija izčrpavanja, zmagovalec v vojni pa naj bi bil tisti, ki bi na bojišču žrtvoval čim več življenj in vojaškega materiala. Obdobje med letoma 1915 in 1917 so tako zaznamovale izredno krvave bitke: bitke za Ypres, bitka za Verdun in bitka na Somi. Vse so dobile oznako kot klavnice brez kraja in konca. V vsaki bitki sta obe strani izgubili več kot pol milijona vojakov. Najbolj krvava je bila bitka na Somi kjer so samo Britanci prvi dan bitke izgubili 57.000 vojakov.
Nov način bojevanja ter želja po preboju statične fronte sta vplivali na razvoj novih vojaških tehnologij kot so tanki, letala, bojni strupi, minometi, ročne bombe itd. Na začetku leta 1917 se je na obeh straneh fronte že začela kazati vojna utrujenost. Ta se je najbolj kazala pri Nemcih, ki so z umikom na Hindenburgovo linijo prešli v obrambo. Izstop Rusije iz velike vojne ter priprave na vstop ZDA v vojno je Nemcem dal nov zalet. Sredi marca so izvedli t. i. spomladansko ofenzivo, zadnjo ofenzivo s katero so želeli poraziti zaveznike še pred prihodom ameriških čet na zahodno fronto. Ofenzivi je sprva dobro kazalo saj so zavzeli več ozemlja kot v vseh letih poprej. Nato pa se je konec aprila 1918 njihova ofenziva zaradi pomanjkanja vojakov in materiala nenadoma ustavila. Sledila je zavezniška stodnevna protiofenziva s katero so Nemce potisnili nazaj za Hindenburgovo linijo. Ta je bila ob pomoči ameriških čet prebita v začetku avgusta, do konca oktobra so bile nemške čete praktično poražene zato so 11. novembra ob 5:00 v Compiegnu sklenile premirje. Velike vojne je bilo konec 11. novembra 1918 točno ob 11:00, šest ur po uradnem podpisu premirja.

### Vzhodna fronta
Vzhodna fronta je bila eno izmed glavnih bojišč prve svetovne vojne. Raztezala se je od Baltskega morja na severu vse do Črnega morja na jugu s čimer je bila to najdaljša fronta prve svetovne vojne. V boje na vzhodni fronti so bile vpletene naslednje države: Nemčija, Avstro-Ogrska, Rusija, Bolgarija in Romunija. Fronta se je odprla 17. avgusta 1914 z napadom 1. ruske armade na nemško Vzhodno Prusijo, temu je dva dni kasneje sledil še bočni napad 2. ruske armade. Ker je nemški vojski sprva kazalo, da ne bo kos dvema ruskima armadama sta poveljevanje nad nemško vojsko prevzela Paul von Hindenburg ter Erich Ludendorff. V naslednjih dneh sta izvedla obsežno protiofenzivo s katero sta v krvavi bitki pri Tannenbergu porazila drugo rusko armado. Nekaj tednov kasneje pa je bila v bitki pri Mazurskih jezerih poražena še prva ruska armada. Rusi so v obeh bitkah izgubili preko 200.000 mož. Preobremenjenost ruske vojske v vzhodni Prusiji ter njene težave z mobilizacijo in oskrbo je poizkušala izkoristiti Avstro-Ogrska. Ta je Ruse napadla 23. avgusta 1914 v Galiciji. Njihov napad ni bil tako uspešen kot nemški, pravzaprav se je njihov napad spremenil v katastrofo. Rusom se je zadnji trenutek uspelo reorganizirati tako, da so konec avgusta prešli v protiofenzivo v kateri so porazili celotno avstro-ogrsko armado. Ta se je bila prisiljena umakniti iz Galicije za karpatske prelaze, za seboj pa je pustila obkoljeno trdnjavo Przemyśl. Medtem ko je fronta v vzhodni Prusiji v zimi 1914/1915 bolj ali manj mirovala, Avstro-Ogrski na jugu fronte ni dobro kazalo. Da bi preprečila ruski prodor preko Karpatov na Madžarsko ter notranjost monarhije je za pomoč prosila Nemce. Ti so nato na severu fronte izvedli več manjših ofenziv s katerimi so malenkostno razbremenili avstrijski južni del fronte. Vendar to Avstrijcem ni kaj dosti pomagalo ker so izgubili strateško pomemben prelaz Dukal v Karpatih. Samo slabo vreme in ruske težave z oskrbo so Avstro-Ogrsko rešile pred popolnim porazom. Pomlad 1915 je na vzhodni fronti prinesla nove krvave boje. Poveljstvo nad celotno fronto so prevzeli Nemci. Ti so prvega maja na južnem delu fronte sprožili obsežno ofenzivo v kateri so ruske čete prisili k umiku, avgusta 1915 so zasedli Varšavo. Uspešni ofenzivi na jugu je sledila še ofenziva na severu v kateri je Nemcem uspelo prodreti do Rige. Do takrat je ruska fronta že popolnoma razpadla. Šele septembra so se ruske čete zadosti okrepile, da so lahko postavile novo obrambno linijo. Zaradi ruskega poraza je nadzor nad rusko vojsko prevzel car Nikolaj, kar je imelo v nadaljevanju vojne katastrofalne posledice. Izgube na obeh straneh so bile velike Rusi so izgubili 2 milijona vojakov, centralne sile 1 milijon. Poleti 1916 je vzhodno fronto zaznamovala velika ruska ofenziva pod vodstvom generala Brusilova. Za razliko od predhodnih ofenziv je ta vsebovala novo bojno taktiko ter ustrezne priprave na napad. Ofenziva je potekala na južnem delu fronte v Galiciji in je bila usmerjena predvsem proti avstrijskim četam. Začela se je kot slepilni manever vendar se je potem, ko je Brusilov videl njen potencial, razvila v obsežno ofenzivo. Že prvi dan bojev so Rusi zajeli 13.000 vojakov v naslednjih dneh pa je fronta centralnih sil popolnoma razpadla. Rusi so Avstro-Ogrske in nemške enote pregnali vse do Karpatov kjer je fronta jeseni 1916 ponovno obstala. Ponovno rusko zavzetje Galicije in Bukovine je imelo svoje posledice. izgubili so preko milijon vojakov ter ogromno vojaškega materiala, ki ga ni bilo mogoče nadomestiti. Zaradi visokih izgub ter pomanjkanja se je v vojaških vrstah in v zaledju začelo širiti nezadovoljstvo.Popuščati je začela tudi disciplina.
17. avgusta 1916 je v vojno na strani antante vstopila Romunija. Na vojno je bila zelo slabo pripravljena, sprva je zasedla nekaj avstro-ogrskega ozemlja v Karpatih vendar je nato kmalu sledila nemška, avstrijska in bolgarska protiofenziva v kateri je bila romunska vojska premagana. Decembra 1916 je padla Bukarešta s čimer je bila Romunija praktično izločena iz vojne, njen popolni kolaps pa je morala reševati Rusija in zahodni zavezniki. Za razliko od zahodne fronte, kjer je prevladoval pozicijski način bojevanja, je na vzhodni fronti prevladoval odprt način bojevanja v katerem sta obe strani izvajali obsežne manevre. Po vsaki večji bitki se je frontna črta lahko tako premaknila tudi za več sto kilometrov medtem ko se je na zahodni fronti premaknila le za nekaj sto metrov.
V začetku leta 1917 so se razmere v ruski vojski poslabšale do skrajnosti. Širiti so se začeli upori, vojaki in častniki so začeli zavračati ukaze. Upor se je razširil tudi med civilno prebivalstvo, iz ilegale so se pojavili boljševiki pod vodstvom Lenina, ki so upore še dodatno podžigali. Marca so se razmere v Rusiji tako poslabšala, da je moral car Nikolaj odstopiti z oblasti. Vodenje Rusije je prevzela začasna vlada, ki pa se je na veliko razočaranje Rusov odločila nadaljevati vojno proti Nemčiji. Poleti 1917 je general Brusilov proti centralnim silam sprožil novo ofenzivo v Galiciji. Ofenzivi je sprva kazalo dobro, avstrijske čete so bile hitro poražene, ko pa so Rusi prišli do nemških čet se je njihova ofenziva nenadoma ustavila. Kmalu zatem je sledila nemška protiofenziva, v kateri je ruska vojska dobesedno razpadla. Ruski vojaki, siti vojne, so začeli množično zapuščati fronto. Po Rusiji se je začela širiti državljansko vojna med vladnimi enotami in boljševiki, ki so želeli prevzeti oblast v državi. Medtem so Nemci neovirano prodirali v osrčje Rusije. Sedmega oktobra je v Peterburgu izbruhnila oktobrska revolucija v kateri so boljševiki zasedli Zimski dvorec in pod vodstvom Lenina prevzeli oblast v državi, s čimer je bila Rusija kot zaveznica izločena iz velike vojne. Državljanska vojna med boljševiki in belo gardo so izkoristili Nemci, ki so medtem bolj ali manj brez odpora zasedli Ukrajino, Krim in Zakavkazje. Ker se boljševiki zaradi državljanske vojne in vojne izčrpanosti niso bili sposobni upreti centralnim silam so 3. marca 1918 v Brest-Litovsku podpisali mirovno pogodbo s katero je Rusija dokončno in uradno izstopila iz velike vojne.

### Balkansko bojišče
Balkansko bojišče je bilo prvo bojišče, ki se je odprlo v prvi svetovni vojni. Označuje vse vojaške operacije na balkanskem polotoku med Avstro-Ogrsko, Nemčijo, Bolgarijo in Osmanskim cesarstvom na eni strani ter Srbijo, Črno goro, Romunijo in njenimi zavezniki na drugi strani. Kljub temu, da je bilo to stransko bojišče, je igralo v celotni vojni ključno vlogo, saj je nase vezalo velik del enot centralnih sil, tako da jih te niso mogle uporabiti na drugih bolj pomembnih bojiščih kot sta bili npr. zahodna in vzhodna fronta. Tako je to bojišče še najbolj bremenilo Avstro-Ogrsko, ki se je morala z vstopom Italije v vojno, leta 1915, boriti kar na treh frontah. Poleg tega je bil Balkan za obe strani pomemben zaradi svoje strateške lege, saj je predstavljal najkrajšo pot med zahodnimi zavezniki in Rusijo ter edino neposredno železniško povezavo med Nemčijo in Osmanskim cesarstvom.
Bojišče se je odprlo 28. julija 1914 z bombardiranjem Beograda ter avstro-ogrskim napadom na Srbijo ter njeno zaveznico Črno goro. Avstrijski napad na Srbijo, ki je bil sprva mišljen kot hitra kazenska ekspedicija in maščevalni pohod za smrt avstrijskega prestolonaslednika Franca Ferdinanda, se je po prvih spopadih za Avstrijce končal katastrofalno. Bitke na Ceru, Kolubari in Drini so pokazale nemoč in nesposobnost nekdaj mogočne avstrijske armade proti majhni in slabo opremljeni srbski vojski. Razmerje sil na balkanskem bojišču se je korenito spremenilo šele poleti 1915, ko je v vojno na strani centralnih sil vstopila Bolgarija, ter ko je Avstro-Ogrski na pomoč priskočila Nemčija. Zaveznice so nato, oktobra 1915, skupaj napadle Srbijo in jo porazile. Srbska vojska se je bila prisiljena preko Kosova in Albanije umakniti na jadransko obalo, od tam pa so izčrpane srbske vojake zavezniške ladje pripeljale na otok Krf.
Do avgusta 1916 si je srbska vojska zadosti opomogla, da so zavezniki v Grčiji, okoli mesta Solun, odprli novo bojišče t. i. solunsko fronto. Tam je srbska vojska ob pomoči francoskih in britanskih vojakov v krvavi bitki zasedla Kajmakčalan in Bitolo nato pa se je fronta za nekaj časa umirila. Vstop Romunije v vojno na strani antante razmerja sil na Balkanu ni bistveno spremenilo, saj se je izkazalo, da slabo vodena in opremljena romunska vojska ni kos združenim vojskam Avstrije, Nemčije in Bolgarije. Po padcu Bukarešte, decembra 1916, je bila Romunija bolj ali manj izločena iz boja. Junija 1917 je na stran antantnih sil po dolgem prepričevanju in grožnjah prestopila Grčija, ki je bila do tedaj nevtralna. Medtem so se na fronti, vzdolž grške meje, odvijale številne ofenzive zavezniških enot, ki pa niso prinesle bistvenega uspeha. Leta 1918 so se odnosi med centralnimi silami na Balkanu poslabšali. Zaradi pomanjkanja in velikih izgub se je njihova obramba začela vidno krhati. Razmere so izkoristili zavezniki ter septembra 1918 pripravili novo ofenzivo, ki je porazila centralne sile na Balkanu. Te so se po porazu začele umikati proti severu, oktobra je kapitulirala Bolgarija, novembra je bil osvobojen Niš, kmalu nato pa še Beograd, Cetinje, Skadar in ostala mesta pod nadzorom centralnih sil.

### Italijanska fronta
Tako kot Avstro-Ogrska je tudi Italija že dalj časa uveljavljala svoje ekspanzijske težnje na Balkanu in v vzhodnem Sredozemlju, pri tem ji je na poti stala Avstro-Ogrska, s katero je imela sklenjeno zavezništvo. Ob izbruhu velike vojne je Italija nemudoma razglasila nevtralnost, vendar le začasno in navidezno, saj so v ozadju potekala intenzivna diplomatska pogajanja tako s silami osi kot tudi z zahodnimi zavezniki. Na katero stran v vojni bo Italija prestopila, je bilo močno odvisno od ozemlja, ki ga bo ta v zameno prejela. Ker je antanta obljubila več ozemlja (ponudila je ozemlje, ki ni bilo njeno) in veliko finančno pomoč, je Italija prestopila na njeno stran. Celotni dogovor je bil potrjen s tajnim londonskim sporazumom, ki je bil podpisan 26. aprila 1915.
Triindvajsetega maja 1915 se je tako med Italijo in Avstro-Ogrsko odprla nova 600 km dolga t. i. Italijanska fronta, ki je potekala od tromeje med Švico, Italijo in Avstro-Ogrsko prek Tirolskih Dolomitov, Karnijskih Alp, Julijskih Alp, ob reki Soči do njenega izliva v Jadransko morje. Visokogorski del fronte znaša okoli 450 km, boji na tem odseku so potekali na višinah večjih od 3.000 m, na ledenikih, ozkih soteskah in grebenih. Zaradi zahtevnih gorskih razmer se je kmalu izkazalo, da je največji sovražnik vojakov kar narava sama. Ta del fronte postane znan kot tirolska fronta. Od Julijskih Alp naprej ob reki Soči pa se začne soška fronta. Boji na tej fronti sicer niso potekali na tako visoko kot na tirolski, je pa imelo to bojišče nekaj svojih specifičnih značilnosti, ki so onemogočale klasični način bojevanja.
Italijanska vojska si je na začetku vojne zadala visoke cilje, osvojitev Južne Tirolske, Gorice, Trsta ter hitri preboj v ljubljansko kotlino. Vendar pa se je že v prvih dneh spopadov proti maloštevilni in slabo oboroženi Avstro-Ogrski armadi izkazalo, da so ti cilji popolnoma nedosegljivi, zato se je kmalu razvila pozicijska vojna. Na soški fronti je v dveh letih in pol ena za drugo sledilo enajst italijanskih ofenziv, ki niso bistveno spremenila položaja. Izjema je bila le šesta soška bitka, v kateri se Italijanom posreči zavzeti Gorico. Zaradi preobremenjenosti avstro-ogrske armade, ki se je borila na vzhodni fronti in solunski fronti, je ta izvajala le obrambne operacije. Izjema je bila majska ofenziva leta 1916 na Južnem Tirolskem, kjer se je Avstrijcem skoraj posrečilo prebiti italijansko fronto. Zaradi težav na vzhodni fronti pa so bili Avstrijci ofenzivo julija prisiljeni prekiniti. Medtem pa so se razmere v Avstro-Ogrski tako materialno kot tudi politično vidno poslabšale. V drugi polovici leta 1917 je kazalo, da se bo fronta vsak čas sesula, zato so Nemci in Avstrijci pripravili ofenzivo, ki bi Italijane pregnala do reke Tilment ter jih tako izločila iz velike vojne. 24. oktobra 1917 so Nemci in Avstrijci sprožili 12. soško bitko, znano tudi kot »čudež pri Kobaridu«, s katero so prebili italijanski pozicijski sistem med Bovcem in Kobaridom. Po treh dneh bojev se je poražena italijanska vojska v paniki in neredu umaknila za reko Piavo, kjer si je ob pomoči zahodnih zveznikov opomogla ter postavila novo obrambno črto. Fronta se je nato kljub številnim avstrijskim napadom ustalila na reki Piavi vse do bitke pri Vittorio Venetu, oktobra 1918, v kateri je bila avstro-ogrska vojska poražena. Premirje je bilo podpisano 3. novembra 1918 v Villi Gusti v bližini Padove.

### Vojna v kolonijah
Vojna v kolonijah v celotnem svetovnem spopadu ni odigrala pomembne vloge. Nemčija je imela pred vojno sedem kolonij: Nemško vzhodno Afriko, Nemško jugozahodno Afriko, Nemški Kamerun, Nemški Togo, Nemški Tsingtao, Nemško Novo Gvinejo in Nemško Samoo. Kolonije so bile raztresene po celotnem svetu ter obdane s sovražnimi kolonijami antante, med seboj in z matično Nemčijo so bile slabo povezane. Obramba nemških kolonij je temeljila na malo številnih in slabo opremljenih zaščitnih enotah Schutztruppe ter policiji, katerih naloga je bila uveljavljanje nemških interesov ter boj proti upornim lokalnim plemenom. Kolonije so tako veliko vojno pričakale popolnoma nepripravljene, izjema je bila nemška kolonija Tsingtao na Kitajskem, ki jo je branilo prek 3.000 dobro opremljenih nemških vojakov s topovi in bojnimi ladjami.
Ob začetku sovražnosti so nemške kolonije postale blokirane ter s tem odrezane od matične Nemčije. Za obrambo so morale poskrbeti same saj pomoči od zunaj ni bilo moč pričakovati. Najbolj ogrožene so bile manjše kolonije na Tihem oceanu, ki so vojno dočakale brez obrambe. Japonske, avstralske in novozelandske enote so te kolonije zasedle brez boja. Nemci so se nekoliko upirali le na Novi Gvineji kjer so potekali manjši spopadi za strateško pomembno radijsko postajo Bita Paka na otoku Rabaul. V Aziji je do večjih spopadov prišlo le v nemški koloniji Tsingtao, kjer je bilo poveljstvo nemškega azijskega ladjevja. Ta kolonija je bila na vojno dobro pripravljena. Nemške mornariške in kolonialne čete so se upirale japonskim napadom vse do sredine novembra 1914. Pri tem so Japoncem potopile več bojnih ladij ter povzročile velike izgube.
V Afriki je bila večina nemških kolonij ukleščenih med francoske, britanske, belgijske in portugalske kolonije. Na vojno je bila najmanj pripravljena kolonija Togo, ki je bila s svojim dobro razvejanim železniškim, cestnim in telegrafskim sistemom ter novo radijsko postajo v Kamini najbolj razvita nemška kolonija. Kolonija je kapitulirala že konec avgusta 1914 po kratkem boju. Boji za nemški Kamerun so trajali dalj časa. Beg nemških enot v nevtralno Špansko Gvinejo ter divja in neraziskana notranjost Kameruna so zavezniškim enotam onemogočala hitro zasedbo kolonije. Boji za kolonijo so trajali vse do začetka leta 1916, ko je po več kot letu dni obleganja padla utrdba Mora. Puščavska kolonija Nemška jugozahodna Afrika se je upirala do avgusta 1915 potem ko so jo na pol presekale britanske in južnoafriške čete. Nemcem ni pomagal niti burski upor s katerim so želeli odvrniti pozornost Južne Afrike. Najdlje se je upirala Nemška vzhodna Afrika. V tej koloniji je bila nemška vojska relativno velika, domačini pa so bili Nemcem naklonjeni, kar za ostale nemške kolonije ni veljalo. V bojih za to kolonijo je Nemcem v različnih bojnih akcijah uspelo zajeti večje količine raznovrstnega zavezniškega vojaškega materiala, kar jim je omogočalo daljše upiranje francoskim, britanskim, belgijskim in portugalskim enotam. Zadnje nemške enote so se v koloniji predale šele konec novembra 1918, s čimer so bile to zadnje nemške enota ki so se predale v prvi svetovni vojni.
Po vojni je Nemčija izgubila vse kolonije, te so prišle pod upravo društva narodov, z njimi pa so upravljale zmagovalke velike vojne Velika Britanija, Francija, Belgija, Portugalska, Japonska, Avstralija in Nova Zelandija.

### Vojna na Bližnjem vzhodu
Na začetku dvajsetega stoletja je bilo Otomansko cesarstvo zaradi političnih spletk, nacionalnih trenj in številnih izgubljenih vojn na Balkanu in Severni Afriki tik pred razpadom. Zahodni politiki in mediji so takrat več kot 400 let stari imperij, slabšalno imenovali kar bolnik iz Bosporja. Da bi se cesarstvo rešilo propada in moderniziralo je v Evropi začelo iskati strateškega zaveznika. Najprej je poizkušalo pri antanti vendar je ta cesarstvo zavrnila, zato se je obrnilo na centralne sile. Te so Osmansko cesarstvo zaradi njegovega strateškega položaja na bližnjem vzhodu sprejele z odprtimi rokami. Drugega avgusta 1914 sta Nemčija in Otomansko cesarstvo podpisala tajni sporazum s katerim je Otomansko cesarstvo prestopilo na stran centralnih sil ter posledično v prvo svetovno vojno čeprav ta stari imperij iz bližnjega vzhoda ni imel nič skupnega z evropskim konfliktom.
Otomansko cesarstvo je bilo na vojno zelo slabo pripravljeno zato je z vstopom vanjo zavlačevalo kolikor se je le dalo. Sultanova vojska je bila vzdržljiva vendar zelo slabo oborožena in vodena, Nemci so to stanje v kratkem času poizkušala izboljšati z uvedbo sodobne nemške oborožitve ter nemškim častniškim kadrom in inštruktorji. Otomanski mornarici pa so predali celo dve sodobni križarki, SMS Goeben in Breslau. Do prvih bojev na bližnjem vzhodu je prišlo konec oktobra 1914 ko sta otomansko-nemški križarki napadli ruska pristanišča ob Črnem morju. Kmalu zatem so se odprla bojišča na Sinaju in Palestini, Kavkazu, Mezopotamiji, Arabskem polotoku, Gallipoliju in Perziji. Namen teh operacij, ki so bile večinoma delo nemških vojaških strategov, je bilo ogroziti vojaške in trgovske komunikacije antante med Evropo in Azijo ter preusmeritev pozornosti iz evropskih bojišč.
Kljub njeni velikosti se zavezniki vstopa Turčije (kakor se he preimenovala po vojni) niso posebno bali. Sultanov poziv na sveto vojno, prebivalci cesarstva niso jemali resno. Ob izbruhu vojne se je država že na samem začetku morala boriti na kar štirih frontah, kar je njeno vojsko obremenilo do skrajnosti. Na Kavkazu se je fronta odprla v začetku novembra 1914 s spodletelo rusko ofenzivo, ki ji je nato sledil napol samomorilski turški protinapad proti ruskemu mestu Kars. Napad turške kavkaške armade, ki je potekal v zimi 1914 v globokem snegu na preko 3.000 metrov visokih vrhovih Kavkaza, je bil že na samem začetku obsojen na neuspeh. Uničenju kavkaške armade se je uspelo izogniti le okoli 10 % vojakov. Poraz ter katastrofalne razmere v Otomanski vojski so poizkušali izkoristiti Armenci, ki so v mestu Van sprožili upor. Ta je bil krvavo zatrt v izogib novim uporom pa so Turki preselili vse Armence v oddaljene dele Otomanskega cesarstva. Na poti je zaradi pomanjkanja hrane, bolezni in krutosti stražarjev umrlo preko 1,5 milijona Armencev. V naslednjih letih je fronta bolj ali manj mirovala, zaznamovali so jo le manjši spopadi, ki pa niso bistveno spremenili položaja. Vojna sreča se je prevesila na otomansko stran šele po oktobrski revoluciji leta 1917, ko je Rusija izstopila iz velike vojne.
Ob Suezu je 4. turška armada pod poveljstvom Džemal-paše in pomoči nemških častnikov februarja 1915 napadla Egipt in Sueški prekop. Napad je spodletel in čete ANZAC so turško vojsko pregnale proti Jeruzalemu, ki je padel decembra 1917. Fronta pa se je nato ustalila v okolici življenjsko pomembne ozkotirne proge Damask-Medina. Do dokončnega preboja fronte je prišlo septembra 1918 v bitki pri Mogiddu, od tam so nato zavezniške čete napredovale v Bejrut, Damask in Aleppo. Tretja fronta je bila v Mezopotamiji,Cilj odprtja te fronte je bil Britancem onemogočiti dostop do nafte. Na tej fronti so Britanci po izkrcanju v ustju reke Shatt-al-Arab doživeli nekaj uspehov zato so se odločili, da bodo napredovali proti Bagdadu in se nato severno od mesta združili z rusko kavkaško armado. Med napredovanjem so Turki britansko armado obkolili v Kut-el-Amari, kjer se je ta vdala aprila 1916 po 143 dneh obleganja. Britancem je uspelo Bagdad zavzeti šele leta 1917.
Četrta fronta je bila izredno pomembna pomorska ožina Dardanele južno od Carigrada. Načrt za zavzetje te ožine je skoval takratni prvi lord admiralitete Winston Churchill. Operacija je bila sprva zasnovana kot britansko-francoski pomorski napad na turške utrdbe, ki so varovale ožino med Sredozemskim morjem in Črnim morjem. Ker operacija ni uspela, so se Britanci odločili za izkrcanje čet pri Galipoliju, operacija se je začela 25. aprila 1915 in se po hudih in krvavih bojih zaključila 6. januarja 1916, ko je bilo z obale Galipolija evakuiranih več tisoč britanskih, francoskih in ostalih zavezniških vojakov. Posledice tega umika je bil odstop Winstona Churchilla in dvig morale turške vojske, ki je proti antanti dosegla neponovljivo zmago.
V boju proti Otomanskemu cesarstvu so pomembno vlogo odigrali tudi Arabci, ki so ob pomoči britanskih sil neprestano izvajali gverilske operacije v turškem zaledju. Njihova najpomembnejša tarča je bila ozkotirna proga Damask-Medina. Ob izdatni britanski pomoči jim je leta 1916 uspelo zavzeti Damask.
Boji na bližnjem vzhodu so se končali 30. oktobra 1918, dokončni mirovni sporazum pa je bil podpisan desetega avgusta 1920.

### Vojna na morju
Vojna na morju je skozi prvo svetovno vojno igrala izredno pomembno vlogo, saj so preko svetovnih morij, še posebej Atlantskega oceana, potekale življenjsko pomembne oskrbovalne poti tako za Antanto kot za centralne sile. Tega sta se zavedali obe strani, zato sta že pred vojno začeli razvijati mogočne bojne ladje, s katerimi bi pridobili prevlado nad svetovnimi morji. Zmaga ene ali druge strani na morju bi namreč lahko korenito vplivala na potek bojev na kopnem. V nasprotju z Veliko Britanijo, ki je otok, je bila Nemčija zaradi svojega geografskega položaja v bistveno slabšem položaju. Britanska mornarica je ob napovedi vojne Nemčiji nemudoma blokirala vse izhode iz Severnega morja, tako da je nemška mornarica do konca vojne ostala ujeta v Severnem morju in svojih oporiščih. Podobno se je zgodilo z avstro-ogrsko mornarico, ki je zaradi zavezniške blokade pri Otrantskih vratih ostala ujeta v Jadranskem morju. Osmanska mornarica pa je operacije izvajala le v Črnem morju in okolici Dardanel, v varnem zavetju svojih pristanišč in obale.
Ker sta bili britanska in nemška vojna mornarica skoraj enako močni, nobena ni tvegala večjega spopada, saj bi se znalo zgoditi, da bi ena ali druga stran v boju izgubila večje število nenadomestljivih bojnih ladij, s tem pa bi bila vojna izgubljena. Tako da v letu 1914 ni prišlo do večjih spopadov. Izjema je bila le nemška daljnovzhodna eskadra pod poveljstvom admirala von Speeja, ki se je iz Vzhodne Azije preko Tihega ocena in nato Južne Amerike poizkušala prebiti v domovino. Nemško ladjevje je ob čilski obali naletelo na britansko ladjevje in vnel se je boj v katerem so zmagali Nemci. Ti so nato pot nadaljevali proti Južnemu Atlantskemu oceanu kjer so jih ponovno prestregle britanske ladje. V bitki pri Falklandskih otokih, decembra 1914, so bili Nemci poraženi. Izgubili so skoraj vse ladje razen križarke SMS Dresden, ki je bila potopljena 15. marca 1915 v bitki pri otoku Masa a Fuera. Pomembno vlogo sta odigrali tudi t. i. nemški gusarski ladji SMS Emdem in SMS Karlsuhe, ki sta v relativno kratkem času potopili več kot 150.000 ton trgovskih ladij ter povzročali zmedo na svetovnih morjih. Zavezniki so morali vložiti ogromno truda in časa do so ju ujeli in potopili.
Ker ni prišlo do večjih bitk, so se začele vedno bolj uveljavljati podmornice, saj so se te lahko neopazno izmuznile britanski blokadi in nato v okolici britanskega otočja prosto napadale britanske trgovske ladje. To pa je Nemčijo pripeljalo v spor z ZDA in drugimi nevtralnimi državami. Še posebej je odmevala potopitev Lusitanie maja 1915, v kateri je umrlo 1.998 ljudi, med njimi 128 Američanov. To je bil eden glavnih povodov za vstop ZDA v vojno proti Nemčiji. Leto 1916 je zaznamovala velika pomorska bitka pri Jutlandiji, ki se je začela 31. maja in trajala do 1. junija. Čeprav so Nemci v bitki potopili veliko britanskih ladij, je bil izid bitke neodločen, saj se razmere za nemško mornarico po tej bitki niso bistveno spremenile. Ta je namreč do konca vojne ostala v svojih oporiščih iz katerih je le občasno izvajala manjše vojaške operacije. Novembra 1916 je bila v Egejskem morju ob otoku Kea potopljena največja ladja med vojno, HMHS Britannic (sestrska ladja Titanica), potem, ko je zadela morsko mino in je v nesreči umrlo 30 ljudi.
Prvega februarja 1917 je nemški cesar Viljem II. ukazal neomejeno podmorniško vojno v okolici britanskega otočja. Uvedba neomejene podmorniške vojne je za zahodne zaveznike pomenila pravo katastrofo, saj so se nato njihove izgube trgovskih ladij skokovito povečale. Sredi leta 1917 je tako kazalo, da bo v Veliki Britaniji nastala lakota. Rešitev je bila uvedba konvojev in novih tehnologij, kot so bile naprave za sledenje podmornicam, globinske bombe, letala, oborožene trgovske ladje, itd. Po uvedbi teh sprememb so se izgube trgovskih ladij zmanjšale. Najbolj učinkovito orožje proti podmornicam pa so bile ladjedelnice, kjer so izdelali več ladij kot pa so jih lahko nemške podmornice potopile. Nemški upi, da bi izstradali Veliko Britanijo so se tako razblinili. Do konca vojne so zgradili 343 podmornic, izgubili pa so jih 178. Poleg podmornic so je pojavilo še eno novo orožje, ki je v drugi svetovni vojni odigralo izredno pomembno vlogo. To so bile letalonosilke. Prvo uporabno letalonosilko so zgradili Britanci in z njo julija 1918 napadli hangar cepelinov v Tondernu.
Pomorska blokada Nemčije je državo v štirih letih močno izčrpala. Zaradi poraza na zahodni fronti, velikega števila mrtvih in ranjenih ter vsesplošnega pomanjkanja je konec oktobra 1918 prišlo do upora mornarjev v pristanišču Kiel. Upor se je hitro razširil po državi in je pomenil konec Nemškega cesarstva. S podpisom versajske mirovne pogodbe se je Nemčija morala odreči vsem večjim bojnim ladjam, te je 21. junija 1919 v skladu z mirovnim sporazumom pripeljala pred britansko pomorsko oporišče Scapa Flow in jih v znak protesta vse potopila.

### Vojna v zraku
V prvi svetovni vojni se je uveljavilo popolnoma novo bojišče, ki je za vedno spremenilo način bojevanja. To je bilo bojevanje v zraku. Od prvega poleta bratov Wright, leta 1903, do začetka vojne je minilo dobrih deset let. V teh letih se je letalstvo začelo izredno hitro razvijati. Sprva je bila to le draga igrača za bogate in tehnične navdušence, leta 1909 pa so v vojaških krogih prišli do ideje, da bi se letalstvo dalo uporabiti tudi za vojaške namene, kar se je tudi zgodilo leta 1911 v Italijansko-turški vojni.
Na začetku prve svetovne vojne so bili mnogi skeptični o vlogi letala in ostalih zračnih ladij v vojni. Te so sprva uporabljali le za izvidniške naloge. Ko pa je vojna na tleh postala vedno bolj krvava je krvavo postajalo tudi nebo. Med nasprotnimi izvidniškimi letali je prišlo do izmenjave prvih strelov. Ti so najprej prišli iz osebnega orožja pilotov nekoliko pozneje pa iz strojnic, ki so jih namestili na zadnji konec letala. Zaradi nenehnega tresenja letala je bilo zadeti nasprotno letalo vse prej kot lahko. Rešitev je bila namestitev strojnice v nos letala. Pri tem pa se je pojavil problem pri streljanju skozi propeler saj je krogla lahko uničila propeler. Ena izmed francoskih rešitev je bila namestitev oklepa na propeler, ki je odbijal krogle. Rešitev ni bila ravno idealna zato so Nemci prišli do boljše ideje oz. je do ideje prišel Nizozemec Anthony Fokker. Rešitev problema je bila sinhronizacija strojnice in propelerja. Ta inovacija je zračne boje prinesla na višjo raven. V letu 1915 so se v zraku začeli srditi zračni boji, kar je pripeljalo do nastanka letalskih asov nekakšnih vitezov neba. Najbolj slavni so biliManfred von Richthofen (Rdeči baron), Rene Fonck in Edward Mannock. Zaradi vse večjih zahtev in potreb vojske so se letala začela bliskovito razvijati. V samo nekaj letih vojne so se iz krhkih dvokrilnikov iz lesa in papirja razvili pravi ubijalski stroji, ki so bili z vsako naslednjo generacijo hitrejši, leteli so višje in nosili več orožja. S tem pa so postali tudi strah in trepet vojakov na tleh.
Ker so letala praktično brez težav preletela sovražnikov obrambni sistem na tleh, so lahko tako v njegovem zaledju opravljala različne vojaške operacije. Ena izmed teh so bila tudi strateška bombardiranja. Ker so imela letala takrat omejeno nosilnost in doseg, so to nalogo opravljale zračne ladje oz. Cepelini. Tako je Velika Britanija 19. januarja 1915 doživela prvi bombni napad. Ti so se vlekli do konca vojne, ko je bilo na Veliko Britanijo odvrženih 5.806 bomb, ki so povzročile 557 smrtnih žrtev 1.358 ljudi pa je bilo ranjenih. Leta 1917 so zračne ladje deloma nadomestili prvi dvo ali večmotorni strateški bombniki. Prvič v zgodovini se je zgodilo, da so letala poletela z ladje ter napadla cilje na tleh in, da je letalo potopilo podmornico in bojno ladjo.

## Orožje in tehnologija
Lahko bi rekli, da je v prvi svetovni vojni prišlo do trčenja tehnologije 20. stoletja in vojaške taktike iz 19. stoletja. Posledice, ki so pri tem nastale so bile katastrofalne. Industrijska revolucija je postregla z novimi orožji, pomena katerih vojaški strategi niso pravilno razumeli. Tako so napadi na sovražnikove položaje leta 1914 še vedno potekali po vzorcu iz 19. stoletja, v zgoščenih vrstah. S to taktiko ne bi bilo nič narobe, če na bojišču ne bi bilo novega orožja kot je mitraljez, ki je v samo nekaj sekundah izstrelil toliko krogel kot cel bataljon vojakov. Pri takem načinu napada so v nekaj minutah izginili celi bataljoni. V pomoč jim niso bile niti živobarvne uniforme, kakršne so na začetku vojne uporabljali Francozi. Nekoliko bolje so bili na vojno pripravljeni Nemci.
Izredno velik dejavnik v vojni je odigralo topništvo zato prvi svetovni vojni pravijo tudi bitka topov. Najboljše topove so imeli Nemci. Njihovi izredno gibljivo topništvo v katerem so prevladovale havbice 150-210mm so sejale strah in trepet med zavezniškimi vojskami, ki so premogle le havbice med 75 mm in 105 mm. Poleg tega so imeli Nemci še težke oblegovalne možnarje s katerimi so brez problemov razbijali Belgijske in Francoske trdnjave. Zaradi novega načina bojevanja so se začeli razvijati minometi. Ti so lahko mino izstrelili pod bolj strmim kotom, tako da je ta v sovražnikov rov padla skoraj navpično in tam povzročila večjo škodo. Razvijali so se tudi novi topniški izstrelki.
Zaradi vseh teh novih orožij so se vojaki na bojišču morali zavarovati. Edina učinkovita rešitev je bila kopanje rovov. Tako je do leta 1914 fronta obtičala v jarkih, od koder se praktično ni več premaknila. Vojaki so bili v jarkih relativno varni pred sovražnimi izstrelki. Kljub temu so na obeh straneh fronte opazili, da narašča število poškodb glave zaradi šrapnelov. Rešitev je bila uvedba kovinske čelade. Leta 1915 so Francozi svoje enote prvič opremili s čeladami tipa Adrian, tem so sledili Britanci in njeni zavezniki s čeladami v obliki ponve poimenovane Brodie. Leta 1916 so čelade (Stahlhelm) začeli uporabljati tudi Nemci. Kako učinkovito zaščitno sredstvo je bilo to je moč opaziti še danes, saj čelado uporabljajo skoraj vse svetovne vojske.
Ker se fronta, kljub temu da je padlo ogromno število mož, ni premaknila za več kot nekaj sto metrov, so Nemci začeli iskati nove načine bojevanja. Eden izmed teh je bilo kemično bojevanje, ki je doseglo le delne uspehe, saj je imelo bolj psihološki učinek. Posledice pa so bile tako strahotno, da ga niso uporabili več v nobeni vojni. Plini, kot so klor, fosgen, različni kihavci in dražljivi so povzročili ogromno žrtev, ki pa so se z uvedbo plinske maske zelo zmanjšale. Medtem ko so Nemci poskušali fronto premakniti s plinskim napadom, so Britanci izdelali oklepno vozilo, ki bi lahko brez težav prečkalo sovražnikove jarke in žične ovire. Vozilo so poimenovali tank. To sprva zelo nerodno in nezanesljivo vozilo je v naslednjih desetletjih popolnoma spremenilo način bojevanja.
Za vojaške potrebe se je začelo razvijati tudi letalstvo. Sprva je to izvajalo le izvidniške akcije, kmalu po začetku vojne pa je prišlo tudi do prvih zračnih bojev in nastanka letalskih asov. Letala so v sovražnikovem zaledju izvajala tudi različne bombne napade, ki pa po večini niso bile uspešni, saj so lahko nosila le omejeno količino bomb, ki so bile odvržene po občutku pilota. Nekoliko bolj učinkoviti so bili Cepelini, ki so nosili večje tovore in so lahko ogrožali tudi London.
Na morju, kjer so do začetka prve svetovne vojne kraljevale velike bojne ladje, so se pojavile podmornice, ki so se izkazale kot zelo učinkovit bojni stroj, pred katerim sovražnik nima nobenega protiorožja. Šele neomejena podmorniška vojna je zaveznike prisilila, da so začeli razvijati protipodmorniška orožja, kot so bile globinske bombe, prisluškovalne naprave, sonarji, lovci na podmornice in konvoji.
Novo orožje je prišlo tudi v pehoto. Proti koncu vojne so v enote začeli prihajati lažji puškomitraljezi in brzostrelke, s katerimi je lahko rokoval en sam vojak. Pojavile so se tudi ročne bombe in plamenometalci. Modernejše orožje so uporabljale predvsem naskočne ali jurišne enote, kot so nemški in avstro-ogrski Stormtruppen in italijanski Arditi.

## 11. ura, 11. dan, 11. mesec
Štiri krvava leta vojne so za seboj pustila več milijonov mrtvih ranjenih in pogrešanih ter povzročila ogromno gospodarsko škodo. Zaradi vedno večjega števila mrtvih in splošnega pomanjkanja na vseh ravneh se je začelo na fronti in v zaledju širiti nezadovoljstvo, ki je v letih 1917 in 1918 pripeljalo do družbenih in političnih sprememb. Te so spomladi 1918 že kazale prve obrise konca krvave vojna. Začelo se je v Rusiji z oktobrsko revolucijo ter strmoglavljenjem ruskega carja Nikolaja II. Oblast so prevzeli boljševiki pod vodstvom Vladimirja Iljiča Lenina. Rusija je iz velike vojne izstopila s podpisom sporazuma iz Brest-Litovska, 3. marca 1918. Zahodni zavezniki so s tem izgubili svojo glavno zaveznico v boju proti centralnim silam. Rusiji so kmalu zatem sledile centralne sile, 29. septembra 1918 je v Solunu premirja podpisala Bolgarija. Tridesetega oktobra 1918 ji je sledilo Otomansko cesarstvo. Avstro-Ogrska je premirje podpisala 4. novembra 1918 v Villi Giusti blizu Padove, potem ko je izgubila bitko pri Vittoriu Venetu na reki Piavi ter so Madžarska, Češkoslovaška, Slovenija in Hrvaška razglasili samostojnost s čimer je Avstro-Ogrska kot enotna država razpadla in tako nehala obstajati.
Nemčija je vztrajala do zadnjega. Štiri leta vojne in britanska pomorska blokada so državo popolnoma izčrpali tako, da je bila ta na začetku leta 1918 tik pred zlomom. Začelo je primanjkovati hrane, vojaškega materiala in za boj sposobnih ljudi. Zato je Nemčija 21. marca 1918 na zahodni fronti sprožila še zadnjo t. i. spomladansko ofenzivo, s katero je želela dokončno poraziti britanske in francoske sile ter preprečiti prihod ameriških čet na zahodno fronto. Sprva je ofenzivi dobro kazalo, konec aprila pa se je vojna sreča obrnila. Nemcem je zmanjkalo materiala in vojakov, zaradi česar se je ofenziva ustavila. Avgusta 1918 so zavezniki sprožili protiofenzivo, t. i. stodnevno ofenzivo, v kateri so Nemce prisilili, da so se umaknili iz zasedenih ozemelj, konec septembra in v začetku avgusta je padla Hindenburgova obrambna linija zadnja obramba pred Nemčijo. V samo enem dnevu je bilo zajetih preko 100.000 nemških vojakov ker je bil najbolj črn dan za nemško vojsko. Novica o porazu se je hitro razširila med nemškimi oboroženimi silami, vojaki siti nesmiselne vojne so se začeli upirati. Najprej so se uprli mornarji v pristanišču Kiel, zaradi upora je moral odstopiti poveljnik nemške vojske Ludendorff. Upor se je nato razširil še na civilno prebivalstvo, oblast v posameznih regijah in mestih so začeli prevzemati revolucionarji in oborožene skupine. Posredovati je morala vojska potem ko reda in miru ni bilo mogoče več nadzorovati. Nemška vlada je po zaostritvi razmer na fronti in doma uvidela, da so edina možnost za nadaljnji obstoj Nemčije mirovna pogajanja z zavezniki. Obrnila se je na ameriškega predsednika Woodrowa Wilsona ter na njegovih štirinajst zahtev za končanje sovražnosti, ki so bile predstavljene januarja 1918. Sprejetje teh zahtev je bila za Nemce edina možnost, da končajo vojno in preživijo. Devetega novembra je moral Viljem II. abdicirati, istočasno je nastala Weimarska republika.
Sedmega novembra so bili francoski vojaki v bližini vasi La Capelle priča nenavadnemu dogodku. Pred njihovo obrambno črto se je pojavil konvoj avtomobilov z belimi zastavami. V avtomobilih je bila nemška mirovna delegacija pod vodstvom nemškega politika Matthiasa Erzbergerja z namenom, da se z zavezniki pogaja o končanju vojne. Po prečkanju frontne črte se je delegacija vkrcala na poseben vlak, ki jo je odpeljal do gozda pri Compiegne kjer je imel maršal Ferdinand Foch, vrhovni poveljnik zavezniški sil na zahodni fronti, svojo poveljstvo. Foch, ki je v vojni pred kratkim izgubil sina in zeta na isti dan, je nemško delegacijo sprejel hladno in ji že takoj na začetku dal vedeti, da ne bo nobenih pogajanj. Nemcem je posredoval 34 zahtev, ki jih morajo sprejeti v roku 72 ur, sicer se vojna nadaljuje z nezmanjšano močjo. Ker je bilo zahtev preveč ter so nekatera presegala pooblastila mirovne delegacije, se je ta morala posvetovati z Berlinom. Ta je delegaciji, zaradi kritičnih razmer v Nemčiji, dal dovoljenje da sprejme vse zavezniške zahteve. Premirje je bilo dokončno podpisano v poveljniškem vagonu generala Focha 11. novembra 1918 ob 5:10 (uradno je bila zabeležena ura 5:00) s pričetkom veljavnosti ob 11:00. V roku pol ure je novica o podpisu premirju obkrožila svet, ljudje v Parizu, Londonu, New Yorku in drugih krajih po svetu so se pognali na ulice in začeli proslavljati konec vojne. Njihovo veselje je bilo prehitro, do konca vojne je bilo še šest krvavih ur. Novica o podpisu premirja je do vojakov v jarkih začela prihajati počasi, vendar tudi če je prišla zanje to ni pomenilo konca vojne. Nekateri zavezniški generali kot je bil npr. ameriški John J. Pershing so zahtevali, da se zavezniški napad nadaljuje do zadnje sekunde pritem pa so bili pripravljeni žrtvovati več tisoč življenj svojih vojakov tudi če so vedeli, da bodo lahko po enajsti uri nasprotnikovo ozemlje zasedli brez odpora. Tako so Američani v zadnjih šestih urah vojne pri prečkanju reke Meuse utrpeli velike izgube. Velike izgube so utrpeli tudi Britanci na severu fronte pri zavzetju belgijskega mesta Mons. Zavezniški in nemški vojaki so tako po nepotrebnem umirali dobesedno do zadnje sekunde pred veljavnostjo premirja. Zadnji britanski vojak, ki je padel v vojni je bil George Edwin Ellson, padel je ob 9:30, zadnji francoski vojak Augustin Tebuchon je padel ob 10:45, zadnji ameriški vojak, Henry Gunther, je padel minuto pred začetkom premirja. Zadnji kanadski vojak, ki je padel v prvi svetovni vojni je bil George Lawrence Price, v kraju Ville-sur Haine ga je ob 10:57 pred neko hišo ustrelil nemški ostrostrelec, ob 10:58 je bil mrtev. Zadnjih šest ur vojne so vse strani skupaj utrpele 10.944 mrtvih, ranjenih in pogrešanih od tega je bilo na zavetniški strani 2.738 mrtvih. Točno ob 11:00 so topovi, puške in stojnice utihnile, po 1.568 krvavih dneh je bilo velike vojne konec. Njen konec je bil prav tako nenaden in nesmiseln kot njen začetek, 1. avgusta 1914.

## Žrtve in škoda
Prva svetovna vojna je bila prva globalna vojna, način bojevanja in nova orožja so povzročila, da so vojaki na fronti umirali na industrijski ravni, trpelo je tudi civilno prebivalstvo. Na konci vojne je bilo ocenjeno, da so vojaške in civilne izgube na obeh straneh znašale preko 37 milijonov mrtvih, ranjenih in pogrešanih. Od tega je bilo 16 milijonov mrtvih in 20 milijonov ranjenih. Umrlo je 10 milijonov vojakov in 7 milijonov civilistov. Antanta je izgubila 6 milijonov vojakov, centralne sile 4 milijone. Dva milijona jih je umrlo zaradi bolezni 6 milijonov je bilo pogrešanih in so jih kasneje razglasili za mrtve. V vojni je umrla cela generacija Evropejcev, samo v Franciji so izgube v populaciji med 18 in 30 letom znašale 25 % mrtvih in ranjenih. Francija je med vojno izgubila 1.385.300 vojakov, po številu mrtvih je bila takoj za Rusijo, ki izgubila med 1,7 do 2 milijona vojakov. Britanski imperij je imel preko 900.000 mrtvih in preko 2 milijona ranjenih. Nemčija je imela preko 2 milijona mrtvih, Avstro-Ogrska 1.4 milijona, Otomansko cesarstvo 700.000 in Bolgarija 87.500. Na vsakega mrtvega vojaka so prišli še trije do štirje ranjeni. Ko te številke seštejemo, dobimo rezultat od nekaj nekaj tisoč do nekaj milijonov ranjenih na posamezno državo udeleženko. Pri tem niso šteti tisti, ki so zaradi ran umirali še mesece in leta po vojni. Vojna se ni dotaknila samo vojakov na fronti ampak tudi njihovih družin in znancev; leta 1918 v Franciji, Veliki Britaniji, Nemčiji, Avstro-Ogrski ni bilo človeka, ki ne bi poznal nikogar, ki je umrl ali bil ranjen na fronti. Zaradi vojne je trpelo tudi civilno prebivalstvo splošno pomanjkanje - lakota, aretacije, zaplembe, taborišča, internacija in streljanje talcev so bila nekaj vsakdanjega na okupiranih ozemljih (Belgija, Rusija, Srbija, …). Vedno bolj je začela v ospredje prihajati zamisel večvrednost nekaterih ras nad ostalimi npr. večvrednost Nemcev nad Slovani. V Rusiji so bili pogromi nad Židi nekaj vsakdanjega. V Otomanskemu cesarstvi je prišlo do genocida nad Armenci, Asirci in Grki, prvega v zgodovini. V naslednjih stotih letih je to postalo praksa.
Zaradi načina bojevanja so bile uničene celotne pokrajine, mesta in vasi. Po vojni je bilo ocenjeno, da je v Franciji postalo neuporabnega 1.600 km² ozemlja. V Franciji je bilo uničenih tudi 410.000 objektov, topovi niso prizanesli niti kulturnim in zgodovinskim spomenikom kot je bila na primer katedrala v Reimsu. Na podeželju so bile zaradi topniškega ognja dobesedno izbrisane celotne vasi, polja in gozdovi. Zaradi minskih vojn in nenehnega topniškega obstreljevanja so bili nekateri hribi nižji tudi za 50 metrov. Vojna je bila tudi velik strošek, stroški so se merili v milijardah današnjih dolarjev. Mnoge države so za vodenje vojne morale zadolžiti, svoj dolg pa so odplačevale še dolga desetletja po koncu vojne. Največ je za vojno porabila Nemčija - preko 37,7 milijard dolarjev, sledili sta ji Velika Britanija s 35,3 in Francija s 24,2 milijardami. Samo ZDA so v enem letu vojne porabile 22,6 milijarde dolarjev.
Odpravljanje vojne škode je bilo dolgotrajno in drago. Še danes, po več kot sto letih od začetka vojne, je na nekdanjih bojiščih mogoče videti posledice vojne. Kmetje pri oranju svojih polj mnogokrat naletijo na neeksplodirane bombe (železna žetev) ter ostale ostanke vojne, med njimi so tudi posmrtni ostanki vojakov. Vojne ostaline so se najbolj ohranile visoko v gorah (italijanska fronta) kamor ljudje redkokdaj zaidejo. Jarki in kaverne visoko v gorah so še vedno taki kot so bili pred stotimi leti. Zaradi mrzlega podnebja so se v večnem ledu ledenikov ohranili tudi ostanki, ki pričajo o vsakdanjem življenju vojakov, uniforme, pisma časopisi in osebni predmeti. Ironično je, da po stotih letih prva svetovna vojna za sabo še vedno pušča ranjene in mrtve. Vsako leto na nekdanjih bojiščih zaradi nepravilnega ravnanja z neeksplodiranimi ubojnimi sredstvi umre ali je težko ranjenih nekaj ljudi.
| 3.386.200 do 4.390.544 \| 3.611.720 do 3.951.720 \| 8.419.533                |
| 4.866.317 do 6.349.352 \| 3.282.057 \| 11.599.706 do 12.800.706              |
| \| 2.680 \|                                                                  |
| 8.252.517 do 10.739.896\| 6.893.777 do 7.233.777 \| 20.019.239 do 21.220.239 |

| 22.625.253.000 \| \| 37.775.000.000                 |
| 35.334.012.000 \| \| 20,622,960,000                 |
| 24.265.583.000 \| \| 1.430.000.000                  |
| 22.293.950.000 \| \| 815.200.000                    |
| 12.413.998.000 \|                                   |
| 1.154.468.000 \|                                    |
| 1.600.000.000\|                                     |
| 399.400.000 \|                                      |
| 270.000.000 \|                                      |
| 1.665.576.000 \|                                    |
| 1.423.208.000 \|                                    |
| 378.750.000 \|                                      |
| 601.279.000 \|                                      |
| 300.000.000 \|                                      |
| 125.000.000 \|                                      |
| 40.000.000 \|                                       |
| 500.000.000 \|                                      |
| 125.690.477.000 \| Stroški skupaj \| 60.643.160.000 |

## Pariška mirovna konferenca
Po podpisu premirja v Compiegnu, 11. novembra 1918, stare Evrope ni bilo več. Vojna je odnesla štiri velika cesarstva: Nemško, Avstro-Ogrsko, Rusko in Osmansko. Iz njihovih ozemelj so nastale številne nove države: Poljska, Madžarska, Češkoslovaška, Avstrija, Kraljevina Srbov, Hrvatov in Slovencev, Litva, Latvija, Estonija, Finska, Turčija, Gruzija, Armenija, Irak, Libanon in Sirija. Nastanek novih držav je ustvaril probleme z nacionalnimi mejami. V nekaterih novih državah je vladalo brezvladje, v drugih se je prve svetovna vojne spremenila v državljanske vojne in revolucije. Do sporov je prišlo tudi med nekdanjimi zavezniki. Da bi zmagoviti zavezniki uredili napete razmere v Evropi in svetu ter Nemčiji določili mirovne pogoje za končanje velike vojne, so v Parizu dva meseca po podpisu premirja organizirali mirovno konferenco. Ta je bila uradno odprta 18. januarja 1919 na francoskem zunanjem ministrstvu v Parizu. Udeležilo so se jo delegati iz 32 držav in narodov ter številni opazovalci in novinarji (države poraženke velike vojne na konferenco niso bile povabljene). Zaradi tako velike zastopanosti različnih narodov se je konference kmalu prijel vzdevek svetovna vlada, Pariz pa je takrat postal začasna prestolnica sveta. Glavne osebnosti konference so bili ameriški predsednik Woodrow Wilson, francoski premier Georges Clemenceau, angleški predsednik vlade David Lloyd George in italijanski predsednik vlade Vittorio Orlando. Četverici so pravili kar veliki štirje. Vsak izmed njih je bil predstavnik države zmagovalke velike vojne ter vsak izmed njih je imel na konferenci svoje interese, kar je bilo ključno pri razvoju dogodkov med samo konferenco ter kasneje v zgodovini. Georges Clemenceau, ki je v svojem življenju preživel že dve uničujoči vojni z Nemčijo, je Nemčijo želel ponižati ter popolnoma uničiti ter tako Franciji, Evropi in svetu zagotoviti, da do nove vojne v Evropi nikoli več ne bo prišlo. Podobnega mnenja je bil tudi David Lloyd George, sam je želel Nemčijo uničiti do te mere, da Veliki Britaniji v naslednjih desetletjih ne bi bilo potrebno ponovno posredovati na evropski celini. Vittorio Orlando je imel popolnoma druge načrte. Italiji je želel zagotoviti nova ozemlja v vzhodnem Jadranskem morju (več kot je predvideval londonski sporazum), vendar jih na koncu ni dobil, zato se je užaljen umaknil iz konference. Glavna osebnost konference je bil ameriški predsednik Woodrow Wilson, ki je zaradi svojih liberalnih idej požel tudi največ navdušenja med ljudmi, tako na strani zmagovalcev kot na strani poražencev. S svojimi idejami o samoodločbi narodov ter neposredni demokraciji je predstavljal odmik od starega evropskega reda. Novinarji so ga na konferenci opisovali »kot človeka, ki je na obračun prišel z Biblijo«.
Konferenca je bila zastavljena zelo optimistično, ljudje so od nje pričakovali, da bo v Evropi vzpostavila nov odprt demokratičen red, končala veliko vojno ter preprečila morebitne prihodnje morije. Kot odgovor na ta pričakovanja je Wilson predlagal ustanovitev posebne organizacije, ki bo po svetu preprečevala nove vojne (ideja je bila predstavljena že januarja 1918). Organizacijo je poimenoval, Liga narodov. Z njegovo idejo pa se nista popolnoma strinjali Francija in Velika Britanija, ki sta imeli lastne interese zaradi česar je na konferenci prišlo do prvih resnih trenj med zmagovalkami velike vojne. Trinajstega februarja 1919 je bil sprejet kompromis s katerim sta Velika Britanija in Francija podprli ustanovitev Lige narodov čeprav sami on njeni učinkovitost pri razreševanju bodočih sporov nista zares verjeli. ZDA nikoli niso potrdile Lige narodov, niti niso bile njena članica zato ker se njena ustanovna listina ni skladala z ustavo ZDA. Za Wilsona je bil to največji uspeh ter hkrati največji poraz.
Dogovor glede Lige narodov pa je bil šele začetek. Medtem ko je v Parizu potekala konferenca so po Evropi divjali nemiri, revolucije in brezvladje. Nastale so tudi številne nove države, kar je pripeljalo do težav z mejami. Da bi zavezniki rešili te težavi so ustanovili številne komisije, ki so se več mesecev ukvarjale s tem problemom ter ga po svojih najboljših močeh poizkušale rešiti. Te so se odločale na podlagi želj novonastalih držav, načelu samoodločbe narodov ter liberalnih načelih. Kljub temu pa je bilo njihovo delo težavno. Evropo so sestavljali (še vedno jo) številni narodi in kulture, ki so se skozi zgodovino mešale zaradi česar je bilo mejo nemogoče zarisati tako, da bi bili zadovoljni obe strani. Komisija si je zato na spornih ozemljih umislila pravice za manjšine ter plebiscit oz. referendum s katerimi naj bi se prebivalci sami odločili na kateri strani meje želijo živeti. Kot velik problem so se izkazali tajni dogovori nastali pred in med samo vojno, saj so sami po sebi kršili načelo samoodločbe. Dva izmed takih dogovor sta bila tajni londonski sporazum ter dogovor Sykes–Picot. Prav zaradi takih dogovorov ter mešetarjenja z ozemlji tretjih je prišlo do resnih sporov med zavezniki, mirovna konferenca pa je začela izgubljati svojo legitimnost. Italija je na konferenci želela iztržiti več kot je določal londonski sporazum (želela je celotno vzhodno jadransko obalo), Wilson je temu ostro nasprotoval in prišlo je do ostrega spora, užaljeni italijanski premije Olando je v znak protesta konferenco v naglici zapustil. Z dogovorom Sykes – Picot (razdelitev bližnjega vzhoda med Veliko Britanijo in Francijo) so zavezniki izigrali princa Faisla, ki so mu med vojno obljubili lastno arabsko državo. Na konferenci ga je zastopal T. E. Lawrence. Wilson je nasprotoval ideji, da bi Britanci in Francozi prevzeli arabske dežele, zato si je umislil sitem mandatov v okviru lige narodov. Mandate pa je nato podelil t. i. naprednim kolonialnim silam za čas dokler narodi v mandatih ne boji sami sposobni voditi države. Velika Britanija je tako dobila Palestino, Jordanijo in Irak, Francija pa Libanon in Sirijo. Zemlja so si razdelili seveda po lastnih željah in interesih. Podoben sistem mandatov je bil uveden tudi v nekdanjih nemških afriških kolonijah, le da so tam nekaj ozemlja dobili še Belgijci in Portugalci. Sistem mandatov pa ni veljal za novonastale evropske države. Po sporu z Italijo je do resnega spora med zavezniki prišlo še s peto zaveznico, Japonsko. Ta na konferenci ni zahtevala veliko, enakost ostalim zaveznikom, ozemlje nekdanje nemške kolonije Tsingtao z okolico, rasno enakost ter rešitev emigracijskih težav s katerimi so se srečali japonski emigranti v tujini. Kot odgovor, od ostalih zaveznikov, je dobila ostro nasprotovanje, ignoranco in prezir. Ko so Japonci zagrozili, da bojo zapustili konferenco in je kazalo, da se bo ta spremenila v farso je v zadnjem trenutku posredoval Wilson in Japonski obljubil nekaj nekdanjih nemških kolonij na Pacifiku ter del kitajskega ozemlja. Kitajsko je temu ostro nasprotovala saj ji seveda ni bilo všeč, da se trguje z njenim ozemljem, vendar s tem ni dosegla nič ker na konferenci ni imela pogajalske moči. Ob državi sta konferenco zapustili nezadovoljni ter s sovraštvom do zahoda kar je imelo dolgoročne posledici v naslednjih dvajsetih letih. Kitajska se je začela usmerjati vedno bolj proti komunizmu Japonska pa proti skrajnemu militarizmu. Med številnimi delegati v Parizu se je kot kuhinjski pomočnik znašel tudi Ho Ši Minh, bodoči vietnamski revolucionar. Mirovni komisiji je poslal peticijo v kateri je zahteval, da Vietnam postane samostojna država, nikoli ni dobil odgovora.
Glavno vprašanje skozi celotno mirovno konferenco je bilo, kaj storiti z Nemčijo. Ta je skozi vojno utrpela ogromne izgube in je bila leta 1918 na robu propada, nato pa se je po podpisu premirja zgodilo nekaj nepričakovanega. Po dogovoru je Nemčija iz fronte, brez enega samega strela umaknila vse vojake, s čimer se je ustvaril mit o tem, da Nemčija med vojno ni bila nikoli poražena, mit pa je bil še dodatno podkrepljen s tem, da na nemško ozemlje ni stopil noben zavezniški vojak. Tega so se zavezniški generali in politiki dobro zavedali zato so odločili, da bodo Nemčijo dokončno porazili za diplomatsko mizo. Mnenja kak to storiti so se med zavezniki razlikovala. Francozi, ki so mejili na Nemčijo in so se bali novih vojen, so želeli Nemčijo vojaško, gospodarsko in družbeno popolnoma uničiti. Britanci niso razmišljali tako ekstremno, želeli so uničiti le njeno vojaško industrijo saj so v prihodnosti želeli z njo trgovati. Najbolj so bili popustljivi Američani, Nemčijo so sicer želeli kaznovati vendar so bili hkrati mnenja, da bi lahko prestrogi ukrepi v prihodnje pripeljali do nove vojne. Vsi zavezniki so se strinjali, da je za začetek vojne kriva Nemčija (kar ni popolnoma res), ta odločitev je bila povezana predvsem s stroški vojne.
Francija in Velika Britanija sta bili ob koncu vojne zelo zadolženi državi svoj dolg pa sta želeli prevaliti na Nemčijo, glavnega krivca za začetek vojne. V komisiji kjer so določili višino reparacij so se več mesecev kresale zahteve po skupni višini ter deležu ki pripada posameznemu zavezniku. Številke so dosegle neverjetne vrednosti (165 do 661 milijard dolarjev iz leta 2014), tako visoki odškodnini je nasprotoval britanski ekonomist John Maynard Keynes, ki je bil mnenja, da bodo zavezniki s tem nemško gospodarstvo popolnoma uničili. Na to je opozoril Wilsona, vendar se ta za to ni menil saj je vedel, da mora Francozom in Britancem vrniti uslugo za priznanje lige narodov. Poleg odškodnine so zavezniki želeli tudi dele nemškega ozemlje. Francozi so od Nemčije zahtevali območje Alzacije in Lorene, ki so ga izgubili med francosko-prusko vojno ter Posarje, ki je nato prišlo pod petnajst letni zavezniški nadzor. Zaradi lastne varnosti so zahtevali še Porenje vendar sta temu močno nasprotovala Wilson in Lloyd, bila sta mnenja da bi okupacija tega dela Nemčije v prihodnje povzročila novo vojno. Nemčija je prav tako izgubila vse kolonije, prišle so pod nadzor lige narodov. Odpovedati se je morala tudi vojaški industriji vojska pa je lahko obdržala le lahko oborožitev. Ko so se zavezniki dokončno dogovorili o mirovnih pogojih za končanje vojne so konec aprila 1919 na mirovna pogajanja povabili nemško mirovno delegacijo pod vodstvom nemškega diplomata Ulricha von Brockdorffa. Delegacijo so posadili na vlak ter jo na poti do Pariza namenoma peljali po, od vojne uničeni francoski pokrajini. Vendar to Nemcem ni vzelo poguma na pogajanja so se dobro pripravili z namenom, da predstavijo svoje videnje dogodkov med vojno ter izpogajajo boljše mirovne pogoje. Sedmega maja, so jim zavezniki na konferenci polni generalov, politikov, diplomatov in novinarjev predstavili mirovne pogoje, pogajanja in ugovori na zahteve niso bili možni. Nemci so na pogoje odgovorili le s kratkim in neprepričljivim govorom. Za primer, da bi Nemci zavrnili pogoje je general Foch pripravil več divizij, da vkorakajo v Nemčijo. Šestnajstega junija je bil v Berlin poslan zadnji ultimat, nemška vlada ga je zavrnila in takoj zatem odstopila. Teden dni pozneje so francoske oblasti v Parizu dobile obvestilo, da bo nova nemška vlada sprejela vse mirovne pogoje. Novica se je kmalu razširila, ljudje so se pognali na ulice in začeli proslavljati. Sledila je zaključna slovesnost polna simbolike, 28. junija 1919 v dvorani zrcal v dvorcu Versailles, kjer so Nemci in zavezniki dokončno podpisali mirovno pogodbo s čimer je bilo prve svetovne vojne formalno konec. Ob tem dogodku je francoski maršal Ferdinand Foch izrekel preroške besede:
To ni mir. To je le dvajsetletno premirje.
Z ostalimi centralnimi državami so zavezniki sklenili ločene sporazume. Desetega septembra 1919 so podpisali mirovni sporazum z Avstrijo, 27. novembra 1919 z Bolgarijo, 4. junija 1920 z Madžarsko in 24. julija 1923 z novonastalo državo Turčijo.

## Povojno obdobje in pot v drugo svetovno vojno
Ferdinand Foch se pri svojih besedah, ki jih je izrekel ob koncu vojne ni dosti zmotil. Kakor koli je bil versajski mirovni sporazum krivičen za Nemčijo in koristen za preostalo Evropo zavezniki z njim niso morali doseči miru kakršnega so želeli, kvečjemu še večji razdor. Glavna napaka zaveznikov je bila, da so Nemčijo po vojni pustili nedotaknjeno. Ta je sicer res izgubila kakih 30 % ozemlja in 10 % predvojne populacije vendar je bila kot državna in politična tvorba še vedno tam. Njena velika prednost je bila, da za razliko od prevojnega obdobja njene zunanje meje, predvsem na jugu in vzhodu niso nadzorovale več svetovne velesile (Avstro-Ogrske in Ruskega cesarstva ni bilo več). Tudi izplačilo reparacij ni potekalo po načrtih. Nemčija je bila po vojni gospodarsko uničena poleg tega jo je pestila hiperinflacija in zaveznikom ni bila sposobna odplačevati odškodnine, ki so jo ti določili na mirovni konferenci. Zato so ti skozi dvajseta leta znesek odškodnine neprestano nižali, Francija pa je kot odgovor na nemško neplačevanje v letih 1923 do 1925 celo okupirala Porurje. V dvajsetih letih dvajsetega stoletja se je tako znesek iz 132 milijard zlatih mark znižal na 112 milijard. Leta 1929 je v New Yorku prišlo do zloma borze in gospodarske krize, ki je s časovnim zamikom dosegla tudi Nemčijo. Ta je leta 1931 zaradi gospodarske krize za eno leta nehala plačevati odškodnino leta 1932 pa je s plačevanjem popolnoma prenehala kar je bilo povezano tudi z vzponom nacistov na oblast. Med letoma 1919 in 1932 je Nemčija plačala le 21 milijard zlatih mark kar je bilo 15 % začetnega zneska. Lahko bi rekli, da se je Nemčija zaradi zavezniškega popuščanja izognila večjemu delu kazni.
Veliko večji problem je bilo povojno nezadovoljstvo ter politične in družbene spremembe ki so se začele širiti po vojni. Leta 1922 so v Italiji, v vse splošnem strahu pred komunisti, na oblast prišli fašisti pod vodstvom Benita Mussolinija. Ta je z idejo o velikem italijanskem imperiju prišel v spor s sosednjimi državami ter se zapletel v kolonialne vojne v Afriki. Leta 1923 se je v Rusiji končala državljanska vojna, ki je državo v petih letih popolnoma uničila. Leto dni pozneje, 1924, po smrti Lenina je na oblast v novi Sovjetski zvezi prišel Josip Stalin, eden izmed treh velikih diktatorjev dvajsetega stoletja. Med svojim vladanjem je dal pobiti več milijonov Rusov hkrati pa je bil največji nasprotnik fašizma in nacizma. Leta 1929 je v ZDA izbruhnila velika gospodarska kriza, ki je s časovnim zamikom dosegla tudi Evropo. Najbolj je prizadela Nemčijo, ki se je z gospodarskimi težavami ukvarjala že pred veliko krizo. Zaradi revščine, pomanjkanja in vsesplošnega nezadovoljstva ljudi so leta 1933 na oblast prišli nacisti pod vodstvom Adolfa Hitlerja. Ti so v naslednjih sedmih letih s svojimi izkrivljenimi idejami o arijski rasi ter tisočletnem Tretjem rajhu postali glavni krivci za zaostrovanje razmer v Evropi. Italijansko-abesinska vojna, okupacija Albanije, španska državljanska vojna, priključitev Avstrije k Tretjemu rajhu, češkoslovaška kriza ter neprestano kršenje mednarodnih pravil in dogovorov so glavni dogodki, ki so v Evropi predstavljali uvod v drugo svetovno vojno. Podobno kot nacisti v Evropi so bili Japonci v Aziji. Japonci so po prvi svetovni vojni, čeprav so bili na zmagoviti strani, ostali prezrti. Zavezniška ignoranca in mednarodno ponižanje male azijske vzhajajoče velesile je v Japoncih vzbudila sovraštvo, do zahodnega sveta. Namesto zmerne je v dvajsetih in tridesetih letih začela v japonski politiki prevladovati militaristična struja, ki je še bolj kot po navadi poudarjala načelo, da Azija pripada Japonski. V želji po novih ozemlji in surovinah se je leta 1937 spustila v drugo kitajsko-japonsko vojno vedno bolj agresivna pa je postajala tudi do britanskih, nizozemskih, francoskih in ameriških posesti v Aziji in Pacifiku s čimer je prišla v spor z glavnimi svetovnimi velesilami (Velika Britanija, ZDA). Stopnjevanje napetosti v Evropi in Aziji je leta 1939 pripeljalo, do nemškega napada na Poljsko in začetka druge svetovne vojne v Evropi, decembra 1941 z napadom japonske na ameriško oporišče Pearl Harbor pa še do začetka druge svetovne vojne v Aziji in na Pacifiku.
Ob začetku druge svetovne vojne je prva svetovna vojna postala bolj ali manj pozabljena. Trditev, da so za začetek druge svetovne vojne krive nerešene zadeve iz prve svetovne vojne ne drži popolnoma. Lahko bi rekli, da so dogodki ob koncu prve vojne predstavljali le temelje za vso nadaljnjo dogajanje. Versajska mirovna pogodba, ki naj bi v Evropi zagotovila večni mir res ni bila popolna in tega so politiki dobro zavedali. Je pa bila sestavljena na kar najboljši možni način, ki je ustrezal liberalnim idejam tistega časa. Res je povzročila kar nekaj krivic poražencem in manjšinam vendar te krivice same po sebi niso bile tako velike, da bi vplivale na globalno dogajanje v Evropi in po svetu. Celo nasprotno, zavezniki so z mirovno pogodbo želeli vzpostaviti red, ki je nastal v po vojnem upostošenju, na žalost jim ni uspelo. Dosti večji vpliv na poti k drugi svetovni vojni so imeli dogodki, ki so se zvrstili skozi dvajseta in trideseta leta dvajsetega stoletja: hiperinflacija, revščina in pomanjkanje, gospodarska kriza ter vzpon fašizma in nacizma. Med letoma 1919 in 1939 se je tako zvrstilo enostavno preveč zgodovine, da bi lahko rekli, da sta vojni neposredno povezani, morda pa tudi ne. Leta 1966 umrli poljski pesnik Stanisław Jerzy Lec je zapisal:
Sledovi mnogih zločinov vodijo v prihodnost.